# Rusk megye (Wisconsin)
Rusk megye az Amerikai Egyesült Államokban, azon belül Wisconsin államban található. Megyeszékhelye és legnagyobb városa Ladysmith. Lakosainak száma 14 188 fő (2020. április 1.).

## Szomszédos megyék
- Washburn megye (északnyugat)
- Sawyer megye (észak)
- Price megye (kelet)
- Taylor megye (délkelet)
- Chippewa megye (dél)
- Barron megye (nyugat)

## Népesség
A megye népességének változása:
| Lakosok száma | 14 721 | 14 599 | 14 301 | 14 395 | 14 124 | 14 188 |
|               | 2010   | 2011   | 2012   | 2013   | 2015   | 2020   |